# دابلیو. جی. آنرو
ویلیام جرج «بیل» آنرو (انگلیسی: William George "Bill" Unruh؛ زاده ۲۸ اوت ۱۹۴۵) فیزیکدان کانادایی در دانشگاه بریتیش کلمبیا واقع در ونکوور است که در سال ۱۹۷۶ اثر آنروی فرضی را توصیف کرد.